# شلتة (الرملة)
شِلتة قرية فلسطينية مهجرة، في قضاء الرملة. احتلها اليهود وهجّروا أهلها في تاريخ 18 يوليو من عام 1948.

## القرية قبل الاحتلال
نهضت شِلتة على تلّ من الصخر الكلسي الصلب، في أقصى الطرف الشرقي للسهل الساحلي الأوسط، وصلتها دروب عدة بالقرى المجاورة. كما اعتبرت القرية قائمة في موقع كفر سلتا الصليبي. في سنة 1874، ذكر الرحالة الفرنسي غيران، الذي زار فلسطين مرات عدّة، أنّ شِلتة كانت تتألف من بضعة منازل، وأنّ بعض هذه المنازل ليس إلّا بقايا أبنية قديمة العهد سُيجت بحيطان حديثة أضيفت إليها لجعلها صالحة للسكن. كما أنّه رأى بقايا بناء صليبي. وكانت منازل شلتة، متقاربة بعضها من بعض ولا يفصل بينها إلّا بعض الأزقة الضيقة. صُنفت شلتة مزرعة في (معجم فلسطين الجغرافي المفهرس). كان السكان معظمهم من المسلمين، وكان مقام لشيخ يدعى أحمد الشلتاوي يقع قرب المسجد في الطرف الشمالي. أمّا الزراعة البعلية وتربية المواشي فكانوا من أهم موارد رزق السكان، الذين كانوا يزرعون أصنافًا عدّة من المزروعات. في 1944\1945، كان ما مجموعه 2,159 دونما مخصصًا للحبوب، و 27 دونمًا مرويًا أو مستخدمًا للبساتين.

## احتلال القرية وتطهيرها عرقيًّا
عند نهاية عملية «داني»، وقبيل بدء الهدنة الثانية مباشرة، حوّلت القوات الإسرائيلية انتباهها من سهل اللد- الرملة إلى اللطرون. في ليل 17-18 يوليو 1948، حاولت قطع طريق اللطرون- رام الله، وبعد منتصف ليل 18 يوليو، استولت سرية من الكتيبة الأولى من لواء «يفتاح» على شلتة، لكنّها تعرّضت لنيران كثيفة وخسرت أربعة وأربعين رجلًا في العملية. ورد في سياق ذلك في «تاريخ حرب الاستقلال»: «وهكذا، قبل ساعات معدودة من حلول الهدنة، نزلت بنا الضربة الأشد قسوة خلال عملية «داني»، الحافلة بالنجاحات».
أمّا المؤرخ الإسرائيلي بني موريس فيقول أنّ هذا الهجوم وقع قبل بضعة أيام. وبجميع الأحوال، أخليت شلتة من سكانها جراء هذا الهجوم في أرجح الظن. ليس واضحًا متى احتلت القرية ثانية، لكنّ من الجائز أن تكون سلمت إلى «إسرائيل» في إطار اتفاق الهدنة.

## القرية اليوم
يكسو الموقع النباتات الجبلية، كما لا تزال تشاهد آبار عدة. بدورهم أنشأ الإسرائيليون في الموقع دفيئات لزراعة الأزهار فضلًا عن نماذج بالحجم الطبيعي للمنازل العربية وسواها من الأبنية. يمثل أحد النماذج سقيفة، ربما كانت سقيفة ناطور، مبنية بحجارة مكدسة كيفما اتفق وقوفها سقف خشبي. بالإضافة لذلك، بني على أراضي القرية بعض المنازل العائدة للإسرائيليين.

## المستعمرات الإسرائيلية على أراضي القرية
في سنة 1977، أنشأت «إسرائيل» مستعمرتي شيلات وكفار روت الزراعيتين، على أراضي القرية.